# Dubrave (distrikt Brčko)
Dubrave su naseljeno mjesto u sastavu distrikta Brčko, BiH.

## Povijest
U obližnoj Skakavi bio je samostan koji je Bartol Pizanski naveo u popisu samostana 1385. godine.
Kad je Bosna pala pod Turke 1463. godine, skakavski je samostan još pola stoljeća bio slobodan unutar slobodnog teritorija Srebreničke banovine. Kad je Srebrenik pao 1512. godine, sudbina samostana postala je neizvjesnom. Vjerojatno je nakon nekog vremena porušen, a franjevci su bili prisiljeni napustiti to mjesto. Tijekom 17. stoljeća za ovdašnju župu javljaju se nazivi Skakava i Bijela. Župa Bijela spominje se prvi put 1623. godine. Nakon Bečkog rata (1683. – 1699.) na području sjeveroistočne Bosne ostalo je vrlo malo katolika, jer se većina njih iselila u prekosavlje. Župa Bijela iščezla je oko 1690. godine. Tridesetih godina 18. stoljeća cijelu Posavinu u sjeveroistočnoj Bosni obuhvaća župa Ravne sa sjedištem u Štrepcima. Uskoro naziv Ravne iščezava, a od 1742. godine na tom se području javljaju župe Bijela i Štrepci (Zovik). Župa diobama se smanjuje. Godine 1834. sjedište župe je preneseno u Dubrave, ali se to ime ustalilo tek od 1846. godine. Te je godine izgrađen župni stan. Umjesto stare drvene crkvice podignuta je 1869. god. nova od kamena. Matice iz 18. i 19. stoljeća čuvaju se u samostanskom arhivu.  Franjevci su u Dubravama otvorili pučku školu pod konac turske vlasti u BiH. Godine 1906. podignut je novi župni stan, a župna crkva 1927. godine.
KPJ je održao u Tuzli i okolici niz javnih skupova protiv skupoće i predizbornih skupova u drugoj polovici 1920. godine, pored ostalih u Dubravama.
Godine 1978. izgrađena je nova zgrada župnoga stana i tu je 1982. god. osnovan samostan, odnosno oživljen onaj koji je nekoć postojao u obližnjoj Skakavi i tako nastavljen život nekad davno porušenog samostana. U lipnju 1983. godine, kao prilog proslavi oživljavanja samostana, u Dubravama je otvorena mala galerija umjetnina, galerija Šimun. Stara je župna kuća renovirana, te je u jednom njezinom dijelu smještena zbirka od nekih osamdesetak eksponata. Zbirka je najvećim dijelom nastala donacijom fra S. Pavića, te fra F. Stjepanovića i dr.
Godine 2001./02. samostan je obnovljen i proširen.  U lipnju 2002. godine izgrađena je nova župna crkva.
Župa Dubrave imala je 1991. godine 6490 katolika (1974.: 7800) a danas ima 3173 vjernika a izvan župe živi i radi još 1464. Župu tvore sljedeća naselja: Dubrave, Bijela, Blaževac, Hrgovi Donji, Prijedor, Seonjaci i Skakava (Gornja i Donja). Podružne crkve su u Bijeloj, Donjoj Skakavi, Prijedoru, Hrgovi, i kapelice u Zidinama (svetište: Rane Sv. Franje – mjesto negdašnjeg samostana u G. Skakavi), Blaževcu i Seonjacima, te tri groblja. U zadnjem ratu umjetnine iz galerije su spašene. U ratu je srušena župna crkva iz 1927. godine. Galerija «Šimun» ponovno je otvorena 10. listopada 2001. godine.

## Stanovništvo
| Dubrave            |                |                |                |
| godina popisa      | 1991.          | 1981.          | 1971.          |
| Hrvati             | 1310 (97,90 %) | 1455 (99,11 %) | 1596 (98,70 %) |
| Srbi               | 18 (1,34 %)    | 9 (0,61 %)     | 13 (0,80 %)    |
| Muslimani          | 1 (0,07 %)     | 0              | 1 (0,06 %)     |
| Jugoslaveni        | 1 (0,07 %)     | 1 (0,06 %)     | 4 (0,24 %)     |
| ostali i nepoznato | 8 (0,59 %)     | 3 (0,20 %)     | 3 (0,18 %)     |
| ukupno             | 1338           | 1468           | 1617           |

## Šport
- NK Dubrave, niželigaš

## Poznate osobe
- Mladen Petrić
- Martin Hrgovčić[3]